# Académico Basket Clube
O Académico Basket Clube é um clube fundado em 29 de Dezembro de 1933, cuja principal modalidade é o andebol apesar da prática de outros desportos como Hóquei em patins, basquetebol, atletismo, voleibol, xadrez, patinagem artística ou Taekwondo.
É o 3.º clube português com mais títulos nacionais de andebol e o único clube português a ter disputado uma final da Liga dos Campeões da EHF em 1993–94, período de ouro do ABC, então a melhor equipa portuguesa e umas das melhores a nível europeu. Foi campeão nacional pela última vez em 2015–16, ano em que conquistou também o seu primeiro título europeu, a Taça Challenge da EHF.

## História

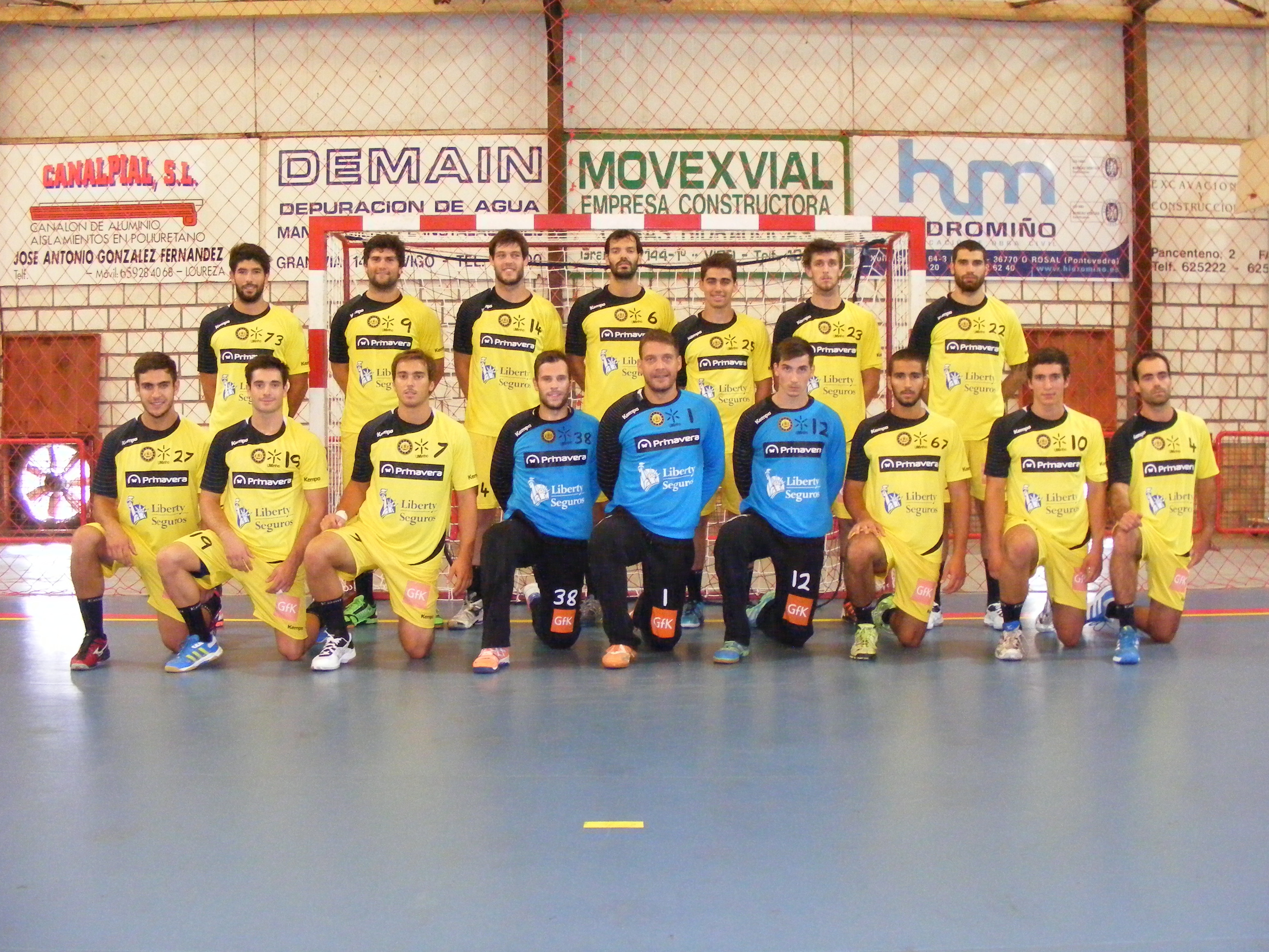
ABC no Torneo do Rosal 2013

Em 6 de Novembro de 1958, no decurso das bodas de prata do clube, o reconhecimento da cidade de Braga pelo serviço prestado pelo ABC à juventude, é expresso pelo então Vereador José Maria Rodrigues que propõe a entrega da medalha de Ouro da cidade ao ABC.
1960 foi um ano rico para o ABC. E não só no Hóquei em Patins ou no Atletismo. O Voleibol reapareceu, depois de um longo interregno. E reapareceu em masculinos e femininos. Em masculinos, no Campeonato Regional do Norte da Promoção e em femininos, no Campeonato Regional do Norte.
O ano de 1961 foi também importante para o ABC no Atletismo, no Hóquei em Patins e também no Andebol de Sete. Mas o ABC não vivia unicamente para si próprio. Preocupava-se com a comunidade. Era um actor social. O Diário do Minho de 26 de Junho de 1961, fazia o seguinte cabeçalho: “Festival Desportivo elegante organizado pelo ABC de Braga e integrado nas Festas da Cidade", para anunciar os jogos de voleibol feminino e de hóquei em patins que o Académico iria realizar com o Leixões e a Selecção do Minho, respectivamente.
O Andebol do ABC iniciou a época em Janeiro de 1965 com o Torneio Início da Associação de Desportos de Braga (ainda com árbitros do Conselho da Associação de Andebol do Porto). Participaram ABC, S.C de Braga, Círculo Arte e Recreio de Guimarães, Desportivo Francisco de Holanda e Vitória Sport Clube, também de Guimarães. O ABC foi 3º com Moreira, Costa, Guilherme, Mateus, Assis, Creissac, José Afonso, Santos, César, C. Jorge, Santos, Saraiva.
Há pouco mais de duas décadas, o hóquei em patins era no entanto a modalidade rainha, chegando a ceder alguns atletas às várias selecções nacionais. Em 1979 o ABC, enquadrado pela Associação de Desportos de Braga, à época a maior Associação de Desportos do país, o Académico Basket Clube fazia-se representar em várias modalidades: Andebol, Hóquei em Patins, Basquetebol, Voleibol, Ténis de Mesa, Atletismo e Ginástica. Em 1982/83 o ABC caminhava para uma bipolarização em termos de modalidades praticadas: Hóquei em Patins e Andebol.
O ponto alto da vida do ABC nos finais de 1983 era, sem dúvida, a presença no Nacional da II Divisão de Andebol, Zona Norte. As equipas em competição eram as do Maia, ABC, Quimigal, SC Braga, Beira-Mar, Desportivo da Póvoa, Fermentões e CP Natação. O plantel era constituído pelos guarda-redes Godinho e Marta, pelos 1.ª linha Luís Silva, José Barros, Moisés Ferreira, Maurício Ribeiro, Artur Passos e Adelino Silva e pelos 2.ª linha António Casaca, Manuel Marinho, Alberto Araújo, Jorge Barbosa, Paulo Ribeiro e Fernando Rito. O treinador era Antero Cadilhe. Sucedeu-lhe Passos e depois António Cunha. Em 8 de Dezembro desse ano, em entrevista ao Correio do Minho afirmava “(…) eu como treinador e agora nesta situação, sempre tive o objectivo de ganhar todas as provas em que entro. É precisamente este espírito “ganhador" que estou a procurar incutir aos academistas. (…)"
Com a subida à primeira divisão da equipa de andebol, António Cunha foi o mentor do ABC tal qual o conhecemos. A mudança de cor do equipamento de preto para amarelo provocou uma cisão no clube, de tal modo que alguns dos sócios mais antigos abandonaram de vez o clube.
Apenas três épocas depois de ter assegurado o título da segunda divisão, o ABC completou uma ascensão meteórica com a conquista do primeiro de doze campeonatos nacionais da primeira divisão (1986 / 87).
Em 1994 disputou a final da Liga dos Campeões Europeus com o Teka de Santander.
Conquistas essas que continuam hoje a marcar o ABC como a melhor escola de formação de atletas de andebol em Portugal e uma referência para a modalidade europeia.
Em Janeiro de 2009, na Gala do Clube em que se comemoraram as bodas de diamante, viu reconhecido publicamente o trabalho desportivo e social desenvolvido, com a atribuição da Medalha de Mérito Desportivo, atribuído pela Secretaria de Estado da Juventude e Desporto.

## Palmarés Seniores
- Campeonato Nacional: 13

1986–87, 1987–88, 1990–91, 1991–92, 1992–93, 1994–95, 1995–96, 1996–97, 1997–98, 1999–2000, 2005–06, 2006–07, 2015–16
- Taça de Portugal de Andebol Masculino: 12

1989–90, 1990–91, 1991–92, 1992–93, 1994–95, 1995–96, 1996–97, 1999–2000, 2007–08, 2008–09, 2014–15, 2016–17
- Supertaça Portuguesa de Andebol Masculino: 7

1991, 1992, 1993, 1996, 1999, 2015, 2017
- EHF Champions League Finalistas: 1

1993–94
- Taça Challenge de Andebol Masculino Campeão: 1

2015–16
Finalista: 2 (2004–05, 2014–15)

## Temporadas mais recentes do ABC

### Masculinos
| Época   | Liga | Liga | Liga | Liga | Liga | Liga | Liga | Liga | Liga | Liga | TP  | ST  | Competições Europeias | Competições Europeias | Notas                                                  | Notas   | Referências         |
| ------- | ---- | ---- | ---- | ---- | ---- | ---- | ---- | ---- | ---- | ---- | --- | --- | --------------------- | --------------------- | ------------------------------------------------------ | ------- | ------------------- |
| Época   | Div. | Div. | Pos. | Pld  | V    | E    | D    | GM   | GS   | Pts  | TP  | ST  | Competições Europeias | Competições Europeias | Notas                                                  | Notas   | Referências         |
| 2009–10 | A1   | 1.ª  | 4.º  | 32   | 18   | 3    | 11   | 797  | 758  | 45   | F16 | 4.º | Taça das Taças        | QF                    | -                                                      | -       | [carece de fontes?] |
| 2010–11 | A1   | 1.ª  | 5.º  | 32   | 21   | 2    | 9    | 801  | 748  | 47   | QF  | 6.º | Taça Challenge        | Q1                    | -                                                      | -       | [carece de fontes?] |
| 2011–12 | A1   | 1.ª  | 6.º  | 32   | 16   | 1    | 15   | 820  | 803  | 41   | L16 | -   | -                     | -                     | -                                                      | -       | [carece de fontes?] |
| 2012–13 | A1   | 1.ª  | 5.º  | 32   | 14   | 2    | 16   | 809  | 793  | 37   | QF  | -   | -                     | -                     | -                                                      | -       | [carece de fontes?] |
| 2013–14 | A1   | 1.ª  | 3.º  | 32   | 22   | 2    | 8    | 809  | 793  | 51   | F   | -   | -                     | -                     | -                                                      | -       | [carece de fontes?] |
| 2014–15 | A1   | 1.ª  | 4.º  | 30   | 19   | 1    | 10   | 943  | 846  | 3/4  | V   | -   | Taça Challenge        | F                     | -                                                      | -       | [carece de fontes?] |
| 2015–16 | A1   | 1.ª  | 1.º  | 34   | 26   | 0    | 8    | 1048 | 961  | F    | QF  | V   | Taça Challenge        | V                     | -                                                      | -       | [carece de fontes?] |
| 2016–17 | A1   | 1.ª  | 5.º  | 36   | 21   | 2    | 13   | 1115 | 1012 | 48   | V   | F   | EHF Champions League  | GS                    | -                                                      | -       | [carece de fontes?] |
| 2017–18 | A1   | 1.ª  | 4.º  | 36   | 22   | 4    | 10   | 999  | 895  | 53   | L16 | V   | -                     | -                     | -                                                      | -       | [carece de fontes?] |
| 2018–19 | A1   | 1.ª  | 7.º  | 36   | 24   | 4    | 12   | 1127 | 983  | 64   | QF  | -   | -                     | -                     | -                                                      | -       | [carece de fontes?] |
| 2019–20 | A1   | 1.ª  | 6.º  | 26   | 13   | 2    | 11   | 679  | 667  | 54   | L16 | -   | -                     | -                     | Torneio Luís Gonçalves                                 | V       | [carece de fontes?] |
| 2020–21 | A1   | 1.ª  | 9.º  | 30   | 10   | 4    | 16   | 796  | 808  | 54   | QF  | -   | -                     | -                     | -                                                      | -       | [carece de fontes?] |
| 2021–22 | A1   | 1.ª  | 10.º | 30   | 12   | 2    | 16   | 825  | 845  | 56   | L16 | -   | -                     | -                     | Torneio Luís Gonçalves                                 | V       | [carece de fontes?] |
| 2022–23 | A1   | 1.ª  | 4.º  | 26   | 16   | 0    | 10   | 791  | 773  | 58   | QF  | -   | -                     | -                     | Torneio Luís Gonçalves Torneo Internacional Pontevedra | 4.º 3.º | [carece de fontes?] |
| 2023–24 | A1   | 1.ª  | TBA  | -    | -    | -    | -    | -    | -    | TBA  | TBA | -   | Liga Europeia         | TBA                   | -                                                      | -       | [carece de fontes?] |

### Mulheres
| Época   | Liga | Liga | Liga | Liga | Liga | Liga | Liga | Liga | Liga | Liga | TP  | ST | Competições Europeias | Competições Europeias | Notas | Notas | Referências         |
| ------- | ---- | ---- | ---- | ---- | ---- | ---- | ---- | ---- | ---- | ---- | --- | -- | --------------------- | --------------------- | ----- | ----- | ------------------- |
| Época   | Div. | Div. | Pos. | Pld  | V    | E    | D    | GM   | GS   | Pts  | TP  | ST | Competições Europeias | Competições Europeias | Notas | Notas | Referências         |
| 2017–18 | IID  | 2.º  | 10.º | 20   | 1    | 0    | 19   | 439  | 638  | 22   | L32 | -  | -                     | -                     | -     | -     | [carece de fontes?] |
| 2018–19 | IID  | 2.º  | 1.º  | 14   | 12   | 0    | 2    | 437  | 331  | 38   | QF  | -  | -                     | -                     | -     | -     | [carece de fontes?] |
| 2019–20 | ID   | 1.ª  | 8.º  | 22   | 6    | 5    | 11   | 541  | 578  | 39   | L16 | -  | -                     | -                     | -     | -     | [carece de fontes?] |
| 2020–21 | ID   | 1.ª  | 7.º  | 26   | 11   | 2    | 13   | 654  | 685  | 50   | L16 | -  | -                     | -                     | -     | -     | [carece de fontes?] |
| 2021–22 | ID   | 1.ª  | 8.º  | 26   | 10   | 3    | 23   | 616  | 638  | 49   | L16 | -  | -                     | -                     | -     | -     | [carece de fontes?] |
| 2022–23 | ID   | 1.ª  | 6.º  | 22   | 11   | 1    | 10   | 571  | 633  | 45   | QF  | -  | -                     | -                     | -     | -     | [carece de fontes?] |
| 2023–24 | ID   | 1.ª  | TBA  | -    | -    | -    | -    | -    | -    | TBA  | TBA | -  | -                     | -                     | -     | -     | [carece de fontes?] |

### Chaves
| - Div. = Divisão - Pos. = Posição - Pld = Partidas disputadas - V = Vitórias - E = Empates - D = Derrotas - GM = Golos marcados - GS = Golos sofridos - Pts = Pontos | - QR = Ronda de qualificação - Q1 = 1.ª ronda de qualificação - Q2 = 2.ª ronda de qualificação - Q3 = 3.ª ronda de qualificação - PO = Play-off - GS = Fase de Grupos - 2.º GS = 2.ª fase de grupos - L32 = 16 avos de final - L16 = Oitavos de final - QF = Quartos de final - SF = Meias-finais - F = Finalista - V = Vencedor | - R1 = 1.ª ronda - R2 = 2.ª ronda - R3 = 3.ª ronda - R4 = 4.ª ronda - R5 = 5.ª ronda - n/a = competição que ainda não começou ou que foi cancelada Vencedor / 1.º lugar Runners-up / 2.º lugar Semi-finals / 3.º lugar Promoção Relegação |

## Competições Europeias
Atualizado a 17 de outubro de 2023.
| Época   | Competição           | Eliminatória | Clube                  | Casa  | Fora  | Agregado |
| ------- | -------------------- | ------------ | ---------------------- | ----- | ----- | -------- |
|         |                      |              |                        |       |       |          |
| 1987–88 | Taça Europeia        | R1           | Amicitia Zürich        | 22–16 | 14–26 | 36–42    |
|         |                      |              |                        |       |       |          |
| 1988–89 | Taça Europeia        | R1           | USAM Nimes             | 18–15 | 21–27 | 39–42    |
|         |                      |              |                        |       |       |          |
| 1990–91 | Taça das Taças       | R1           | Elgorriaga Bidasoa     | 18–23 | 21–30 | 39–53    |
|         |                      |              |                        |       |       |          |
| 1991–92 | Taça Europeia        | R1           | TEKA Santander         | 20–15 | 17–27 | 37–42    |
|         |                      |              |                        |       |       |          |
| 1992–93 | Taça Europeia        | L32          | Pfadi Winterthur       | 20–18 | 23–23 | 43–41    |
| 1992–93 | Taça Europeia        | L16          | SSV Forst Brixen       | 25–16 | 20–22 | 45–38    |
| 1992–93 | Taça Europeia        | QF           | Badel 1862 Zagreb      | 22–21 | 21–26 | 43–47    |
|         |                      |              |                        |       |       |          |
| 1993–94 | Liga dos Campeões    | R1           | Initia Hasselt         | 26–13 | 17–14 | 43–27    |
| 1993–94 | Liga dos Campeões    | L16          | Hapoel Rishon LeZion   | 28–22 | 30–31 | 58–51    |
| 1993–94 | Liga dos Campeões    | GS           | USAM Nîmes             | 26–26 | 22–22 | 1.º      |
| 1993–94 | Liga dos Campeões    | GS           | Sandefjord TIF         | 28–22 | 18–28 | 1.º      |
| 1993–94 | Liga dos Campeões    | GS           | Badel 1862 Zagreb      | 24–19 | 21–18 | 1.º      |
| 1993–94 | Liga dos Campeões    | F            | TEKA Santander         | 22–22 | 21–23 | 43–45    |
|         |                      |              |                        |       |       |          |
| 1994–95 | Taça das Cidades     | L32          | Komlói Bányász SK      | 14–18 | 21–14 | 35–32    |
| 1994–95 | Taça das Cidades     | L16          | HC Banik Karvina       | 23–17 | 19–16 | 42–33    |
| 1994–95 | Taça das Cidades     | QF           | Haukar Hafnarfjörður   | 28–16 | 25–28 | 53–44    |
| 1994–95 | Taça das Cidades     | SF           | Cadagua Galdar         | 28–26 | 21–26 | 49–52    |
|         |                      |              |                        |       |       |          |
| 1995–96 | Liga dos Campeões    | L32          | Hapoel Rishon LeZion   | 34–17 | 30–22 | 64–39    |
| 1995–96 | Liga dos Campeões    | L16          | Valur Reykjavik        | 29–25 | 23–25 | 52–50    |
| 1995–96 | Liga dos Campeões    | GS           | Elgorriaga Bidasoa     | 18–27 | 16–27 | 4.º      |
| 1995–96 | Liga dos Campeões    | GS           | THW Kiel               | 22–26 | 26–25 | 4.º      |
| 1995–96 | Liga dos Campeões    | GS           | Fotex Veszprém SE      | 27–24 | 20–24 | 4.º      |
|         |                      |              |                        |       |       |          |
| 1996–97 | Liga dos Campeões    | L32          | Hapoel Rishon LeZion   | 17–21 | 24–19 | 41–40    |
| 1996–97 | Liga dos Campeões    | GS           | FC Barcelona           | 20–23 | 26–34 | 2.º      |
| 1996–97 | Liga dos Campeões    | GS           | Shakhtar Donetsk       | 21–15 | 27–28 | 2.º      |
| 1996–97 | Liga dos Campeões    | GS           | Granitas Kaunas        | 25–20 | 22–16 | 2.º      |
| 1996–97 | Liga dos Campeões    | QF           | Badel 1862 Zagreb      | 24–23 | 22–26 | 46–49    |
|         |                      |              |                        |       |       |          |
| 1997–98 | Liga dos Campeões    | L32          | Horn Sittardia         | 19–16 | 29–18 | 48–34    |
| 1997–98 | Liga dos Campeões    | GS           | FC Barcelona           | 21–21 | 18–32 | 2.º      |
| 1997–98 | Liga dos Campeões    | GS           | Hapoel Rishon LeZion   | 26–18 | 23–24 | 2.º      |
| 1997–98 | Liga dos Campeões    | GS           | Virum Sorgenfri        | 29–24 | 22–21 | 2.º      |
| 1997–98 | Liga dos Campeões    | QF           | TBV Lemgo              | 25–29 | 26–26 | 51–55    |
|         |                      |              |                        |       |       |          |
| 1998–99 | Liga dos Campeões    | L32          | Kaustik Volgograd      | 31–30 | 21–30 | 52–60    |
|         |                      |              |                        |       |       |          |
| 1999–00 | Taça EHF             | L32          | SO Chambéry            | 22–24 | 25–21 | 47–45    |
| 1999–00 | Taça EHF             | L16          | SC Magdeburg           | 26–23 | 23–24 | 49–47    |
| 1999–00 | Taça EHF             | QF           | Lovćen Cetinje         | 26–21 | 24–25 | 50–46    |
| 1999–00 | Taça EHF             | SF           | SG Flensburg-Handewitt | 27–23 | 18–23 | 45–46    |
|         |                      |              |                        |       |       |          |
| 2000–01 | Liga dos Campeões    | R2           | Haukar Hafnarfjörður   | 25–22 | 30–28 | 55–50    |
| 2000–01 | Liga dos Campeões    | GS           | THW Kiel               | 22–21 | 17–30 | 1.º      |
| 2000–01 | Liga dos Campeões    | GS           | GOG Gudme              | 26–25 | 25–26 | 1.º      |
| 2000–01 | Liga dos Campeões    | GS           | Pallamano Trieste      | 33–24 | 28–27 | 1.º      |
| 2000–01 | Liga dos Campeões    | QF           | Portland San Antonio   | 21–24 | 16–25 | 37–49    |
|         |                      |              |                        |       |       |          |
| 2001–02 | Taça EHF             | R2           | A.C. Doukas School     | 26–22 | 20–31 | 46–53    |
|         |                      |              |                        |       |       |          |
| 2004–05 | Taça Challenge       | R3           | Pallamano Trieste      | 31–25 | 31–28 | 62–53    |
| 2004–05 | Taça Challenge       | L16          | Milli Piyango SK       | 36–31 | 38–28 | 74–59    |
| 2004–05 | Taça Challenge       | QF           | HC Minaur Baia Mare    | 32–22 | 27–31 | 59–53    |
| 2004–05 | Taça Challenge       | SF           | HC Superfund Hard      | 33–17 | 27–23 | 60–40    |
| 2004–05 | Taça Challenge       | F            | Wacker Thun            | 29–26 | 24–29 | 53–55    |
|         |                      |              |                        |       |       |          |
| 2005–06 | Taça EHF             | R1           | Union Beynoise         | 24–19 | 31–24 | 55–43    |
| 2005–06 | Taça EHF             | R2           | Filippos Verias        | 27–28 | 25–21 | 52–49    |
| 2005–06 | Taça EHF             | R3           | US Ivry Handball       | 26–21 | 21–23 | 47–44    |
| 2005–06 | Taça EHF             | L16          | Bidasoa Irún           | 25–25 | 31–30 | 56–55    |
|         |                      |              |                        |       |       |          |
| 2006–07 | Liga dos Campeões    | QR           | RK Metalurg Skopje     | 27–32 | 28–30 | 55–62    |
| 2006–07 | Taça EHF             | R2           | RK Mladost Bogdanci    | 39–15 | 31–31 | 70–46    |
| 2006–07 | Taça EHF             | R3           | Bidasoa Irún           | 27–27 | 27–30 | 54–57    |
|         |                      |              |                        |       |       |          |
| 2007–08 | Liga dos Campeões    | QR           | FC Barcelona           | 26–28 | 28–37 | 54–65    |
| 2007–08 | Taça EHF             | R2           | Maccabi Rishon LeZion  | 29–21 | 31–33 | 60–54    |
| 2007–08 | Taça EHF             | R3           | RK Cimos Koper         | 27–20 | 25–34 | 52–54    |
|         |                      |              |                        |       |       |          |
| 2008–09 | Taça das Taças       | R2           | HC Gumárny Zubří       | 28–25 | 26–25 | 44–50    |
| 2008–09 | Taça das Taças       | R3           | HCM Constanţa          | 24–28 | 18–21 | 42–49    |
|         |                      |              |                        |       |       |          |
| 2009–10 | Taça das Taças       | R3           | Cyprus College         | 27–26 | 29–26 | 56–52    |
| 2009–10 | Taça das Taças       | R4           | VfL Gummersbach        | 27–28 | 26–30 | 53–58    |
|         |                      |              |                        |       |       |          |
| 2010–11 | Taça Challenge       | R3           | RK Radnički Kragujevac | 17–20 | 25–27 | 42–47    |
|         |                      |              |                        |       |       |          |
| 2014–15 | Taça Challenge       | L16          | Dukla Prague           | 42–27 | 32–30 | 74–57    |
| 2014–15 | Taça Challenge       | QF           | Riihimäki Cocks        | 38–27 | 27–22 | 65–49    |
| 2014–15 | Taça Challenge       | SF           | Stord                  | 25–18 | 25–27 | 50–45    |
| 2014–15 | Taça Challenge       | F            | Odorheiu Secuiesc      | 32–28 | 25–32 | 57–60    |
|         |                      |              |                        |       |       |          |
| 2015–16 | Taça Challenge       | R2           | Ruislip Eagles         | 46–19 | 51–18 | 97–37    |
| 2015–16 | Taça Challenge       | R3           | Odorheiu Secuiesc      | 25–22 | 24–25 | 50–46    |
| 2015–16 | Taça Challenge       | L16          | HC Kehra               | 40–29 | 45–14 | 85–43    |
| 2015–16 | Taça Challenge       | QF           | Wacker Thun            | 30–23 | 34–34 | 64–57    |
| 2015–16 | Taça Challenge       | SF           | Dukla Prague           | 34–33 | 32–29 | 67–62    |
| 2015–16 | Taça Challenge       | F            | S.L. Benfica           | 25–29 | 28–22 | 53–51    |
|         |                      |              |                        |       |       |          |
| 2016–17 | Liga dos Campeões    | QT           | Maccabi Tel Aviv       | 34–27 | 34–27 | 34–27    |
| 2016–17 | Liga dos Campeões    | QT           | Bregenz Handball       | 33–32 | 33–32 | 33–32    |
| 2016–17 | Liga dos Campeões    | GS           | HBC Nantes             | 29–34 | 33–35 | 6.º      |
| 2016–17 | Liga dos Campeões    | GS           | Team Tvis Holstebro    | 32–27 | 29–34 | 6.º      |
| 2016–17 | Liga dos Campeões    | GS           | HC Motor Zaporozhye    | 22–35 | 23–27 | 6.º      |
| 2016–17 | Liga dos Campeões    | GS           | Beşiktaş               | 27–28 | 31–33 | 6.º      |
| 2016–17 | Liga dos Campeões    | GS           | Dinamo București       | 34–32 | 29–35 | 6.º      |
|         |                      |              |                        |       |       |          |
| 2023–24 | Liga Europeia da EHF | QR           | RK Trimo Trebnje       | 29–26 | 29–31 | 58–57    |
| 2023–24 | Liga Europeia da EHF | GS           | RK                     | 28-38 | 30–34 |          |
| 2023–24 | Liga Europeia da EHF | GS           | MŠK Považská Bystrica  | –     | –     |          |
| 2023–24 | Liga Europeia da EHF | GS           | Skjern Håndbold        | –     | –     |          |